# 利特爾里弗鎮區 (北卡羅萊納州韋克縣)
利特爾里弗鎮區（英語：Little River Township）是位於美國北卡羅萊納州韋克縣的一個鎮區。

## 地方資料
利特爾里弗鎮區的面積為139.30平方千米，當中陸地面積為138.30平方千米，而水域面積為1.00平方千米。根據2020年美國人口普查的數據，當地共有人口16929人，而人口密度為每平方千米121.53人。